# Moa Tahi
Moa Tahi (Hilo, 8 dicembre 1932 – Honolulu, 8 marzo 2023) è stata un'attrice e modella statunitense.

## Biografia
Moa Tahi, pseudonimo di Margaret Moani Keala Brumaghim, partecipò nel 1959 come rappresentante delle Hawaii al concorso Miss Mondo a Londra. Successivamente diviene un'attrice e recita in diverse pellicole negli anni '60.

## Filmografia
- 2 samurai per 100 geishe, regia di Giorgio Simonelli (1962)
- Totò di notte n.1, regia di Mario Amendola (1962)
- Gli imbroglioni, regia di Lucio Fulci (1963)
- Giacobbe - L'uomo che lottò con Dio, regia di Marcello Baldi (1963)
- I patriarchi, regia di Marcello Baldi (1963)
- Cleopazza, regia di Carlo Moscovini (1964)
- Donne e diavoli (La guerra dei topless), regia di Enzo Di Gianni (1964)
- Il morbidone, regia di Massimo Franciosa (1965)
- Il boia scarlatto, regia di Massimo Pupillo (1965)
- Agente X 1-7 operazione Oceano, regia di Tanio Boccia (1965)
- I diafanoidi vengono da Marte, regia di Antonio Margheriti (1965)
- I criminali della galassia, regia di Antonio Margheriti (1965)
- Le spie vengono dal semifreddo, regia di Mario Bava (1966)
- Borman, regia di Bruno Paolinelli (1966)
- Missione apocalisse, regia di Guido Malatesta (1966)
- Black Box Affair - Il mondo trema, regia di Marcello Ciorciolini (1966)
- Le 7 cinesi d'oro , regia di Vincenzo Cascino (1967)